# Catrinel Dănăiață
Catrinel Dănăiață (n. 6 iulie 1983, București) este o regizoare și scenaristă română de film și televiziune, precum și o realizatoare de filme de scurt metraj, lung metraj, clipuri muzicale și spoturi publicitare.

## Biografie
Catrinel Dănăiață a  absolvit UNATC. Este lector universitar la Universitatea Hyperion din capitală.

## Filmografie

### Scurt metraje
- 2005 - Despărțire [4]
- De dimineața până seara

### Lung metraje
- 2016 - Dublu[5]

### Clipuri muzicale
A realizat clipuri muzicale pentru artiști autohtoni precum sunt Smiley, Feli și Dorian.